# Elecciones municipales de Huancayo de 2014
Las elecciones municipales de Huancayo de 2014 se llevaron a cabo el 5 de octubre de 2014 para elegir al alcalde y al Concejo Provincial de Huancayo para el periodo 2015-2018. La elección se celebró simultáneamente con elecciones regionales y municipales (provinciales y distritales) en todo el Perú.

## Sistema electoral
La Municipalidad Provincial de Huancayo es el órgano administrativo y de gobierno de la provincia de Huancayo. Está compuesta por el alcalde y el Concejo Provincial.
La votación del alcalde y el concejo se realiza en base al sufragio universal, que comprende a todos los ciudadanos nacionales mayores de dieciocho años, empadronados y residentes en la provincia de Huancayo y en pleno goce de sus derechos políticos, así como a los ciudadanos no nacionales residentes y empadronados en la provincia de Huancayo.
El Concejo Provincial de Huancayo está compuesto por 15 regidores elegidos por sufragio directo para un período de tres (3) años, en forma conjunta con la elección del alcalde (quien lo preside). La votación es por lista cerrada y bloqueada. Se asigna a la lista ganadora los escaños según el método d'Hondt o la mitad más uno, lo que más le favorezca.

## Composición del Concejo Provincial de Huancayo
La siguiente tabla muestra la composición del Concejo Provincial de Huancayo antes de las elecciones.
| Partidos | Partidos                                | Regidores |
| -------- | --------------------------------------- | --------- |
|          | Alianza Regional Junín Sostenible       | 8         |
|          | Acción Popular                          | 2         |
|          | Movimiento Político Regional Perú Libre | 2         |
|          | Fuerza 2011                             | 1         |
|          | Partido Aprista Peruano                 | 1         |

## Partidos y candidatos
A continuación se muestra una lista de los principales partidos y alianzas electorales que participaron en las elecciones:
| Candidatura | Candidatura | Partidos y alianzas                                                                                     | Candidatos | Candidatos                  | Ideología                                                          | Resultado previo | Resultado previo | Ref. |
| Candidatura | Candidatura | Partidos y alianzas                                                                                     | Candidatos | Candidatos                  | Ideología                                                          | Votos (%)        | Reg.             | Ref. |
| ----------- | ----------- | --- | ---------- | --------------------------- | ------------------------------------------------------------------ | ---------------- | ---------------- | ---- |
|             | JUS         | Lista - Junín Sostenible con su Gente (JUS)                                                             |            | Alcides Chamorro Balbín     | Regionalismo juninense                                             | 23.50%           | 7                |      |
|             | AP          | Lista - Acción Popular (AP)                                                                             |            | Pedro Morales Mansilla      | Partido atrapalotodo                                               | 18.84%           | 2                |      |
|             | PL          | Lista - Movimiento Político Regional Perú Libre (PL)                                                    |            | Henry López Cantorín        | Socialismo del siglo XXI Marxismo-leninismo Mariateguismo          | 15.12%           | 1                |      |
|             | FP          | Lista - Fuerza Popular (FP)                                                                             |            | Gustavo Suzuki Vilela       | Fujimorismo Conservadurismo social Populismo de derecha            | 10.52%           | 1                |      |
|             | APRA– CJJ   | Lista - Juntos por Junín (APRA–CJJ) – Partido Aprista Peruano (APRA) – Caminemos Juntos por Junín (CJJ) |            | Dimas Aliaga Castro         | Aprismo Regionalismo juninense                                     | 9.00%            | 2                |      |
|             | PP          | Lista - Perú Posible (PP)                                                                               |            | Juan Romero Acuña           | Socioliberalismo Democracia liberal Tercera vía                    | 2.53%            | 0                |      |
|             | BPJ         | Lista - Movimiento Regional Bloque Popular Junín (BPJ)                                                  |            | Sabino Blancas Chávez       | Regionalismo juninense                                             | 2.35%            | 0                |      |
|             | APP         | Lista - Alianza para el Progreso (APP)                                                                  |            | Julio de la Rosa Luján      | Liberalismo económico Conservadurismo liberal Populismo de derecha | 1.02%            | 0                |      |
|             | PPC         | Lista - Partido Popular Cristiano (PPC)                                                                 |            | Ricardo Yangali Martínez    | Democracia cristiana Conservadurismo social Liberalismo económico  | 0.53%            | 0                |      |
|             | SP          | Lista - Somos Perú (SP)                                                                                 |            | Alcides Gonzales Vila       | Democracia cristiana Conservadurismo social Liberalismo económico  | Nuevo            | Nuevo            |      |
|             | SN          | Lista - Solidaridad Nacional (SN)                                                                       |            | Carlos Balta Vargas Machuca | Conservadurismo liberal Liberalismo económico                      | Nuevo            | Nuevo            |      |
|             | PHP         | Lista - Partido Humanista Peruano (PHP)                                                                 |            | Luis Rojas Jaimes           | Humanismo Socialismo Ecosocialismo                                 | Nuevo            | Nuevo            |      |
|             | FA          | Lista - Frente Amplio (FA)                                                                              |            | José Montano Torres         | Socialismo Ecologismo Descentralización                            | Nuevo            | Nuevo            |      |
|             | MEJ         | Lista - Movimiento Etnocacerista de Junín (MEJ)                                                         |            | Efraín Calderón Quillatupa  | Etnocacerismo Regionalismo juninense                               | Nuevo            | Nuevo            |      |
|             | P           | Lista - Junín Emprendedores Rumbo al 21 (P)                                                             |            | Enith Montreuil García      | Regionalismo juninense                                             | Nuevo            | Nuevo            |      |
|             | Con el Perú | Lista - Movimiento Regional Independiente Con el Perú (Con el Perú)                                     |            | Ciro Gálvez Herrera         | Regionalismo juninense                                             | Nuevo            | Nuevo            |      |

## Sondeos de opinión
Las siguientes tablas enumeran las estimaciones de la intención de voto en orden cronológico inverso, mostrando las más recientes primero y utilizando las fechas en las que se realizó el trabajo de campo de la encuesta. Cuando se desconocen las fechas del trabajo de campo, se proporciona la fecha de publicación.
Leyenda:
     Sondeo realizado en el periodo de prohibición legal de la difusión de sondeos de intención de voto.

### Intención de voto
La siguiente tabla enumera las estimaciones ponderadas (sin incluir votos en blanco y nulos) de la intención de voto.
|                                |            |   |      |      |      |      |     |     |  |  |  |  |  |
| Elecciones municipales de 2014 | 5 oct 2014 | — | 22.6 | 22.5 | 13.5 | 10.7 | 6.1 | 0.1 |  |  |  |  |  |
|                                |            |   |      |      |      |      |     |     |  |  |  |  |  |
| Ipsos Perú/América             | 5 oct 2014 | ? | 23.4 | 26.9 | –    | 12.1 | –   | 3.5 |  |  |  |  |  |

## Resultados

### Sumario general
| |                                                             |              |              |              |           |           |  |  |
| Partidos y coaliciones | Partidos y coaliciones                                      | Voto popular | Voto popular | Voto popular | Regidores | Regidores |  |  |
| Partidos y coaliciones | Partidos y coaliciones                                      | Votos        | %            | ±pp          | Total     | +/−       |  |  |
| | Junín Sostenible con su Gente (JUS)                         | 60,856       | 22.59        | n/a          | 9         | +2        |  |  |
| | Movimiento Político Regional Perú Libre (PL)                | 60,673       | 22.52        | +7.40        | 3         | +2        |  |  |
| | Acción Popular (AP)                                         | 36,382       | 13.50        | –5.34        | 2         | ±0        |  |  |
| | Juntos por Junín (APRA–CJJ)                                 | 28,955       | 10.75        | +1.75        | 1         | –1        |  |  |
| | Alianza para el Progreso (APP)                              | 16,567       | 6.15         | +5.13        | 0         | ±0        |  |  |
| | Movimiento Regional Independiente Con el Perú (Con el Perú) | 15,803       | 5.87         | Nuevo        | 0         | ±0        |  |  |
| | Junín Emprendedores Rumbo al 21 (P)                         | 13,941       | 5.17         | Nuevo        | 0         | ±0        |  |  |
| | Fuerza Popular (FP)1                                        | 12,902       | 4.79         | –5.73        | 0         | –1        |  |  |
| | Movimiento Regional Bloque Popular Junín (BPJ)2             | 6,108        | 2.27         | –0.08        | 0         | ±0        |  |  |
| | Perú Posible (PP)                                           | 3,713        | 1.38         | –1.15        | 0         | ±0        |  |  |
| | Movimiento Etnocacerista de Junín (MEJ)                     | 3,657        | 1.36         | Nuevo        | 0         | ±0        |  |  |
| | Partido Humanista Peruano (PHP)                             | 2,916        | 1.08         | Nuevo        | 0         | ±0        |  |  |
| | Solidaridad Nacional (SN)                                   | 2,733        | 1.01         | Nuevo        | 0         | ±0        |  |  |
| | Frente Amplio (FA)                                          | 2,303        | 0.85         | Nuevo        | 0         | ±0        |  |  |
| | Somos Perú (SP)                                             | 1,098        | 0.41         | n/a          | 0         | ±0        |  |  |
| | Partido Popular Cristiano (PPC)                             | 812          | 0.30         | –0.23        | 0         | ±0        |  |  |
| |                                                             |              |              |              |           |           |  |  |
| Total | Total                                                       | 269,419      |              |              | 15        | +2        |  |  |
| |                                                             |              |              |              |           |           |  |  |
| Votos válidos | Votos válidos                                               | 269,419      | 87.27        | +3.20        |           |           |  |  |
| Votos en blanco | Votos en blanco                                             | 15,896       | 5.15         | –0.84        |           |           |  |  |
| Votos nulos | Votos nulos                                                 | 23,387       | 7.58         | –2.35        |           |           |  |  |
| Votos emitidos | Votos emitidos                                              | 308,702      | 82.87        | –1.40        |           |           |  |  |
| Abstenciones | Abstenciones                                                | 63,799       | 17.13        | +1.40        |           |           |  |  |
| Votantes registrados | Votantes registrados                                        | 372,501      |              |              |           |           |  |  |
| |                                                             |              |              |              |           |           |  |  |
| Fuente: |                                                             |              |              |              |           |           |  |  |
| Notas al pie: 1 Comparado con los resultados de Fuerza 2011 (F2011) en las elecciones de 2010. 2 Comparado con los resultados de Bloque Popular Junín (BPJ) en las elecciones de 2010. |                                                             |              |              |              |           |           |  |  |
| Notas al pie: |                                                             |              |              |              |           |           |  |  |
| 1 Comparado con los resultados de Fuerza 2011 (F2011) en las elecciones de 2010. 2 Comparado con los resultados de Bloque Popular Junín (BPJ) en las elecciones de 2010.               |                                                             |              |              |              |           |           |  |  |

### Concejo Provincial de Huancayo
| Cargo                           | Autoridad electa          | Partido político | Partido político                        |
| ------------------------------- | ------------------------- | ---------------- | --------------------------------------- |
| Alcalde Provincial de Huancayo  | Alcides Chamorro Balbín   |                  | Junín Sostenible con su Gente           |
| Regidor Provincial de Huancayo  | Macedonio Fabián Esteban  |                  | Junín Sostenible con su Gente           |
| Regidor Provincial de Huancayo  | Bryan Ruffner Molina      |                  | Junín Sostenible con su Gente           |
| Regidor Provincial de Huancayo  | Jhoel Medina Alfonso      |                  | Junín Sostenible con su Gente           |
| Regidora Provincial de Huancayo | Carmen Fuente Magan       |                  | Junín Sostenible con su Gente           |
| Regidora Provincial de Huancayo | Áurea Vidalón Robles      |                  | Junín Sostenible con su Gente           |
| Regidor Provincial de Huancayo  | Emilio Torres Ramos       |                  | Junín Sostenible con su Gente           |
| Regidor Provincial de Huancayo  | Ángel Yupanqui Sueldo     |                  | Junín Sostenible con su Gente           |
| Regidora Provincial de Huancayo | Lindsay Arrieta Véliz     |                  | Junín Sostenible con su Gente           |
| Regidor Provincial de Huancayo  | Javier Herrera Canchumani |                  | Junín Sostenible con su Gente           |
| Regidor Provincial de Huancayo  | Emerson Nolasco Delgado   |                  | Movimiento Político Regional Perú Libre |
| Regidor Provincial de Huancayo  | Yuri Olivera Cerrón       |                  | Movimiento Político Regional Perú Libre |
| Regidor Provincial de Huancayo  | Héctor Huamán Pérez       |                  | Movimiento Político Regional Perú Libre |
| Regidora Provincial de Huancayo | Miriam Gavino Fernández   |                  | Acción Popular                          |
| Regidor Provincial de Huancayo  | Leonid Manrique Unsihuay  |                  | Acción Popular                          |
| Regidor Provincial de Huancayo  | Carla Ratto Rojas         |                  | Juntos por Junín                        |

## Elecciones municipales distritales

### Resultados por distrito
La siguiente tabla enumera el control de los distritos de la provincia de Huancayo. El cambio de mando de una organización política se resalta del color de ese partido.
| Distrito                  | Alcalde(sa) titular            | Partido político | Partido político                  | Alcalde(sa) electo(a)                          | Partido político                               | Partido político                               |
| ------------------------- | ------------------------------ | ---------------- | --------------------------------- | ---------------------------------------------- | ---------------------------------------------- | ---------------------------------------------- |
| Carhuacallanga            | Orlando Briceño Briceño        |                  | Alianza Regional Junín Sostenible | Goyo Coronel Sáenz                             |                                                | Junín Sostenible con su Gente                  |
| Chacapampa                | Paulino Morales Porta          |                  | Perú Libre                        | Teófanes Laura Borja                           |                                                | Junín Emprendedores Rumbo al 21                |
| Chicche                   | Rubén Meza Bonifacio           |                  | Partido Aprista Peruano           | Elías Lozano Romero                            |                                                | Bloque Popular Junín                           |
| Chilca                    | Abraham Carrasco Talavera      |                  | Fuerza 2011                       | José Auqui Cosme                               |                                                | Junín Sostenible con su Gente                  |
| Chongos Alto              | Marcelino de la Cruz Chambergo |                  | Acción Popular                    | Christian Lozano Chambergo                     |                                                | Perú Libre                                     |
| Chupuro                   | Joel Guerra Taquia             |                  | Fuerza Constructora               | Agustín Quispe Uzco                            |                                                | Perú Libre                                     |
| Colca                     | Percy Pérez Ríos               |                  | Convergencia Regional             | Javier Ignacio Párraga                         |                                                | Perú Libre                                     |
| Cullhuas                  | Zenón Corilloclla Romero       |                  | Perú Posible                      | Nisais Canchanya Balvín                        |                                                | Acción Popular                                 |
| El Tambo                  | Ángel Unchupaico Canchumani    |                  | Alianza Regional Junín Sostenible | Aldrin Zárate Bernuy                           |                                                | Perú Libre                                     |
| Huacrapuquio              | Hercilio Jesús Inga            |                  | Alianza Regional Junín Sostenible | Génesis García Castellanos                     |                                                | Fuerza Popular                                 |
| Hualhuas                  | Edden Chipana Turin            |                  | Acción Popular                    | Lidio Lázaro Barreto                           |                                                | Junín Sostenible con su Gente                  |
| Huancán                   | William Solano Poma            |                  | Perú Libre                        | Alipio Tovar Bernaola                          |                                                | Junín Sostenible con su Gente                  |
| Huasicancha               | Eusebio Flores Yaranga         |                  | Partido Aprista Peruano           | Walter Hinojosa Ramos                          |                                                | Junín Sostenible con su Gente                  |
| Huayucachi                | Miguel Carhuallanqui Huamán    |                  | Perú Libre                        | Michael Palacios Ramos                         |                                                | Junín Sostenible con su Gente                  |
| Ingenio                   | Percy Huayta Oré               |                  | Acción Popular                    | Percy Huayta Oré                               |                                                | Acción Popular                                 |
| Pariahuanca               | Mesías Quispe Gamarra          |                  | Acción Popular                    | Mesías Quispe Gamarra                          |                                                | Acción Popular                                 |
| Pilcomayo                 | Jorge Muñoz Laurente           |                  | Perú Libre                        | Richard Bendezú Mendoza                        |                                                | Junín Sostenible con su Gente                  |
| Pucará                    | Venancio Navarro Rodríguez     |                  | Perú Libre                        | Jorge Camborda Huacaychuco                     |                                                | Juntos por Junín                               |
| Quichuay                  | Gonzalo Párraga Camarena       |                  | Acción Popular                    | Elecciones municipales complementarias de 2015 | Elecciones municipales complementarias de 2015 | Elecciones municipales complementarias de 2015 |
| Quilcas                   | Manuel Rodríguez Huamán        |                  | Perú Libre                        | Dennys Cuba Rivera                             |                                                | Partido Humanista Peruano                      |
| San Agustín               | Edilberto Buendía Solís        |                  | Bloque Popular Junín              | Percy García Romero                            |                                                | Perú Libre                                     |
| San Jerónimo de Tunán     | Jhonny Astucuri Ramos          |                  | Alianza Regional Junín Sostenible | Aldo Martínez Véliz                            |                                                | Junín Sostenible con su Gente                  |
| Santo Domingo de Acobamba | Jorge Camarena Carhuallanqui   |                  | Fuerza Constructora               | Edwin Castro Aranda                            |                                                | Junín Sostenible con su Gente                  |
| Saño                      | Hilton Ávila Ávila             |                  | Convergencia Regional             | Carlos Aquino Lanazca                          |                                                | Junín Sostenible con su Gente                  |
| Sapallanga                | Miguel Rivera Porras           |                  | Acción Popular                    | Walter Meza Delgadillo                         |                                                | Junín Sostenible con su Gente                  |
| Sicaya                    | Ángel Napaico Gutarra          |                  | Convergencia Regional             | Javier Lindo Zárate                            |                                                | Junín Sostenible con su Gente                  |
| Viques                    | Émerson Nolasco Delgado        |                  | Convergencia Regional             | Ronald Sapaico Ñavez                           |                                                | Juntos por Junín                               |